# Узинтам
Узинта́м (каз. Ұзынтам) — село у складі Уйгурського району Алматинської області Казахстану. Входить до складу Тігерменський сільського округу.
Населення — 260 осіб (2021; 272 у 2009, 321 у 1999, 227 у 1989).